# Dolphin Football Club (Irlanda)
El Dolphin Football Club fue un club de fútbol de Irlanda, con sede en Dublín.

## Historia
Fue fundado en el año 1921 en el suburbio de Dolphin's Barn de la capital Dublín por un grupo de carniceros de origen alemán en el mismo año en el que fue creada la Liga irlandesa de fútbol, aunque participaban en la Liga de Leinster, liga que ganó por primera vez en la temporada 1929/30.
En la temporada 1930/31 participa por primera vez en la Liga irlandesa de fútbol por la expansión de equipos donde terminó en quinto lugar. Al año siguiente llega a la final de la Copa de Irlanda donde pierde 0-1 contra el Shamrock Rovers FC, repitiendo el logro en la siguiente temporada perdiendo ante el mismo rival en penales.
En la temporada 1934/35 el club es campeón nacional por primera vez, mismo año en el que es campeón de la Copa de Dublín. En las siguientes temporadas el club tuvo buenas participaciones incluyendo el subcampeonato de la temporada 1935/36, pero el equipo es disuelto en 1937 para ser reemplazado por el Limerick FC.

## Palmarés

### Torneos nacionales
- Liga de Irlanda (1): 1934–35
- Copa de la Ciudad de Dublín (1): 1934–35

### Torneos locales
- Liga de Leinster (2): 1929–30, 1930–31
- Copa de Leinster (1): 1931–32